# Edmond Huntzbüchler
Edmond Huntzbüchler, né le 12 février 1900 à Belfort (Territoire de Belfort) et mort le 4 octobre 1963 à Strasbourg, est un journaliste, traducteur et auteur français. Il est le fondateur de la « Société des éditions de la France libre » à Londres en 1941. Ses travaux les plus notables portent sur l'occupation allemande en France.

## Biographie
Comme journaliste, Edmond Huntzbüchler est correspondant de presse, pour l'Agence Havas, à Prague, dans les années 1930. Pendant la Seconde Guerre mondiale, il travaille pour la France libre, aux services d'information de la France libre. Il est l’auteur de plusieurs ouvrages, dont « La France allemande, l’exemple de l’Alsace-Lorraine », publié sous le pseudonyme de "Jacques Lorraine" en 1942, en Grande-Bretagne puis aux États-Unis. Ses travaux se basent principalement sur la presse allemande en Alsace et en Lorraine annexée. 
En 1943, il publie « L’autre bataille de France », qui dénonce la politique de coopération active avec l'occupant allemand. L'année suivante, en 1944, il publie « Les Allemands en France », un essai dénonçant la politique allemande dans différentes régions de France, la Bretagne, la Zone interdite Est, la Bourgogne, l'Alsace et la Lorraine. Après la Libération, Edmond Huntzbüchler collabora aux « Cahiers Français ». 

## Ouvrages
- L'Union soviétique et le théâtre, suivi de : Une visite à Kataev, 1931.
- Les Collaborateurs et leur doctrine, New Delhi, Services français d'information, (s. d.).
- Les Allemands en France, 1944.
- Tania la partisane , documents photographiques allemands présentés par Jacques Lorraine.
- L'Autre bataille de France, 1943.
- La France allemande.